# والتر كريستالر
والتر كريستالر (بالألمانية: Walter Christaller)‏ عالم جغرافي ألماني (1893 – 1969م). وُلد في بيرنك في الغابة السوداء في ألمانيا؛ وكانت أمه روائية شهيرة. بدأ والتر كريستالر دراسته الجامعية في هيدلبرج وميونيخ، حيث درس الفلسفة والاقتصاد، وحصل على دكتوراه في الجغرافيا سنة 1933م، وكان موضوعها الأماكن المركزية في جنوبي ألمانيا. وترجع شهرة كريستالر إلى نموذجه السداسي الخاص بالأماكن المركزية وعلاقتها بالمناطق المجاورة؛ من حيث التموين والخدمات، ويعد هذا النموذج نظرية في التخطيط الإقليمي والمحلي، ولكريستالر بحوث ومقالات في الجغرافيا منها: سلسلة ترتيب المدن؛ مقدمة لجغرافية السياحة (1955م)؛ النقل الوظيفي في المدن الصناعية الكبرى (1957م؛ أنماط المستوطنات الريفية في الرايخ الألماني وعلاقتها بالحكومة المحلية (1937م).

## روابط خارجية
- والتر كريستالر على موقع الموسوعة البريطانية (الإنجليزية)
- والتر كريستالر على موقع إن إن دي بي (الإنجليزية)